# インターロイキン-17
インターロイキン-17（英: interleukin-17、略称: IL-17）は、炎症促進性のシスチンノット型サイトカインのファミリーである。このファミリーのメンバーであるIL-17AやIL-17FはTh17細胞と呼ばれるヘルパーT細胞集団によって、IL-23刺激に応答して産生される。Th17細胞は1993年にRouvierらによって同定され、齧歯類のT細胞ハイブリドーマからIL-17Aの転写産物が単離された。IL17A遺伝子によってコードされるIL-17Aタンパク質はIL-17ファミリーの創設メンバーである。IL-17AはTリンパ好性ラジノウイルスHerpesvirus saimiriのゲノムにコードされるIL-17様タンパク質と高い相同性を示す。齧歯類のIL-17AはCTLA8と呼ばれることもある。
生物学的活性のあるIL-17はI型細胞表面受容体IL-17Rと相互作用する。IL-17Rには少なくとも3つのバリアントが存在し、IL-17RAIL-17RB、IL-17RCと呼ばれる。IL-17は受容体へ結合した後、いくつかのシグナル伝達カスケードを活性化し、ケモカインの誘導を引き起こす。これらのケモカインは化学誘引物質として作用し、単球や好中球などの免疫細胞を炎症部位へリクルートする。一般的に、上述したシグナル伝達は病原体が体内に侵入した後に行われる。炎症促進に際して、IL-17は腫瘍壊死因子やIL-1と協働する。さらにIL-17シグナル伝達の活性化は、乾癬などさまざまな自己免疫疾患の病因としてもよく観察されている。

## ファミリーのメンバー
IL-17ファミリーは、ヒトではIL-17A（これを指してIL-17と呼ばれることもある）、IL-17B、IL-17C、IL-17E、IL-17Fから構成される。IL-17Eは、IL-25としても知られる。IL-17ファミリーのメンバーは全て類似した構造を持つ。タンパク質の配列には、高度に保存された4つのシステイン残基が含まれている。これらの保存されたシステイン残基はタンパク質が正しい立体構造をとるために重要である。IL-17ファミリーのメンバーは、他のサイトカインとの有意な配列相同性は見られない。IL-17ファミリーの中では、IL-17Fのアイソフォーム1と2（ML-1）が最もIL-17Aとの類似性が高く（それぞれ55%と40%）、IL-17B（29%）、IL-17D（25%）、IL-17C（23%）、IL-17E（17%）と続く。哺乳類の間では、これらのサイトカインの配列は高度に保存されている。例えば、ヒトとマウスで対応するタンパク質間の配列類似性は62–88%である。

## 機能
IL-17ファミリーのサイトカインには多くの免疫調節機能が報告されており、それらの機能はおそらく多くの免疫シグナル伝達分子の誘導を介したものである。IL-17の最も特筆すべき役割は炎症促進応答の誘導と媒介である。IL-17は、多くの細胞種（上皮細胞、内皮細胞、線維芽細胞、骨芽細胞、マクロファージ、樹状細胞など）で他のサイトカイン（IL-6、TNF-α、G-CSF、GM-CSF、IL-1βなど）やケモカイン（IL-8、CXCL1、CXCL2、CXCL5、CXCL10など）、プロスタグランジン（PGE2など）の産生を誘導する。またIL-17はIL-22とともに、ケラチノサイトでの抗菌ペプチドの発現を誘導する。
IL-17は気道のリモデリングなど多くの機能を引き起こす。こうした役割の結果、IL-17ファミリーは関節リウマチ、喘息、全身性エリテマトーデス、同種移植の拒絶反応、抗腫瘍免疫など、免疫/自己免疫と関連した多くの疾患と関連付けられている。さらに、乾癬、多発性硬化症、脳内出血と関係していることが示されている。

## 遺伝子発現
ヒトのIL-17Aをコードする遺伝子は1874塩基対であり、CD4+T細胞からクローニングされた。IL-17ファミリーのメンバーはそれぞれ異なる細胞発現のパターンを示す。IL-17AとIL-17Fの発現は活性化されたT細胞の小集団に限定されているようであるが、炎症時にアップレギュレーションされる。IL-17Bはいくつかの末梢組織と免疫組織で発現している。IL-17Cも炎症時に高度にアップレギュレーションされるが、静止状態での存在量は少ない。IL-17Dは神経系と骨格筋で高度に発現しており、IL-17Eはさまざまな末梢組織に低いレベルで存在している。
IL-17の調節の理解は大きく進展している。IL-17の産生はIL-23に依存している。このIL-23を介したIL-17の産生には、STAT3とNF-κBシグナル伝達経路が必要である。また、SOCS3もIL-17の産生に重要な役割を果たしている。SOCS3が存在しない場合、IL-23によって誘導されるSTAT3のリン酸化が亢進し、リン酸化されたSTAT3はIL-17AとIL-17Fの双方のプロモーター領域に結合して遺伝子の活性を増加させる。対照的に、一部の研究者はIL-17の誘導はIL-23に依存しないと考えている。In vivoとin vitroの双方において、IL-23を必要とせずにTGF-βとIL-6によってIL-17の産生を誘導する方法が同定されている。こうした状況ではIL-17の発現にIL-23は必要とされないが、IL-23はIL-17を産生するT細胞の生存または増殖を促進する役割を果たしている可能性がある。また、胸腺特異的な核内受容体であるRORγは、IL-17を産生するT細胞の分化を指揮する。

## 構造
IL-17Aは155アミノ酸からなるタンパク質であり、ジスルフィド結合で連結されたホモ二量体を形成する、35 kDaの分泌型糖タンパク質である。ホモ二量体の各サブユニットは約15-20 kDaである。IL-17は23アミノ酸のシグナルペプチドに続いて、IL-17ファミリーに特徴的な123アミノ酸の領域が存在する。タンパク質中のN-結合型グリコシル化部位は、精製後のタンパク質に15 kDaと20 kDaの2つのバンドがみられたことから同定された。また、IL-17ファミリーの異なるメンバー間の比較により、2つのジスルフィド結合を形成する4つの保存されたシステイン残基が明らかにされた。IL-17は他の既知のインターロイキンとの類似性が見られない点で独特である。さらに、他の既知のタンパク質や構造ドメインとも類似性が見られない。
IL-17Aと50%の類似性を持つIL-17Fの結晶構造からは、IL-17Fが神経栄養因子などシスチンノットファミリーのタンパク質と構造的に類似していることが明らかにされた。シスチンノットフォールドは、3つのジスルフィド相互作用によって安定化された、2組のβストランド対によって特徴づけられる。しかし、他のシスチンノットタンパク質とは対照的に、IL-17Fは3つ目のジスルフィド結合を欠いており、この位置のシステインはセリンに置き換わっている。この独特な特徴は、他のIL-17ファミリーのメンバーでも保存されている。IL-17Fの二量体化の様式は、神経成長因子（NGF）や他の神経栄養因子と同様である。

## 乾癬における役割
IL-23/IL-17経路は、自己免疫疾患である乾癬に大きな役割を果たしていることが示唆されている。この疾患では、関節や頭皮周辺の皮膚に放出された炎症性分子に免疫細胞が反応する。この応答は表皮細胞の通常よりも速い再生を引き起こし、その結果、皮膚に赤く鱗状の病変が形成され、慢性的な炎症が生じる。乾癬患者の病変部位から採取した生検の分析では、IL-17を含む細胞傷害性T細胞と好中球が豊富に存在することが示されている。このことは、炎症性免疫細胞の過剰な浸潤とIL-17サイトカインが乾癬の発症に関係していることを示している。
マウスで行われた研究では、IL-23とIL-17のいずれかを除去するすることで乾癬の進行が低下することが示されている。IL-17を標的としたモノクローナル抗体を注入されたマウスでは、このサイトカインの下流のシグナル伝達が遮断または無効化され、表皮の過形成が低下する。同様に、IL-23またはIL-17の受容体を発現しないよう遺伝子改変されたマウスでは、乾癬の病変を引き起こす発がんプロモーターである12-O-テトラデカノイルホルボール-13-アセタート刺激による病変の発生が有意に低下する。
IL-17は、表皮層のケラチノサイトを損傷したりする炎症応答に寄与することで乾癬を促進する。炎症はケラチノサイトが細胞周期の最終段階へ移行し、未成熟な樹状細胞を活性化することで開始される。樹状細胞から放出されるサイトカインは死滅しつつあるケラチノサイトからのTNF-α、IL-1、IL-6の分泌を刺激し、表皮へのT細胞、NK細胞、単球の走化性を引き起こす。これらの細胞はIL-23を放出し、Th17細胞からのIL-17の産生を誘導する。
ケラチノサイトの細胞表面に豊富に存在するIL-17RA受容体とIL-17との相互作用は、表皮細胞のIL-6、抗菌ペプチド、IL-8、CCL20の発現上昇を刺激する。IL-6濃度の上昇は、Th17細胞の挙動を制御する制御性T細胞の能力を低下させることにより、表皮の環境を変化させる。この調節能力の低下により、乾癬病変部ではTh17細胞の無制御な増殖とIL-17の産生が引き起こされ、IL-17シグナルが増強される。抗菌ペプチドとIL-8は好中球を傷害部位に誘引し、これらの細胞は損傷し炎症を起こしたケラチノサイトを除去する。新たな未成熟な樹状細胞もCCL20によって走化性を介してリクルートされ、その活性化によって炎症のサイクルが再始動し、増幅される。好中球、T細胞、樹状細胞の流入によって放出されるIL-17やその他のサイトカインは、局在した白血球やケラチノサイトへの作用を媒介し、慢性的な炎症を誘発することで乾癬の進行を補助する。

## 喘息における役割
IL-17Fをコードする遺伝子は2001年に発見され、6番染色体の6p12に位置している。IL-17Fはこのファミリーの中でもin vitroとin vivoの双方でよく特徴づけられており、気管支喘息において炎症促進機能を持つことが示されている。IL-17Fは喘息患者の気道で明確に発現しており、その発現レベルは疾患の重症度と相関している。さらに、IL17F遺伝子のコーディング領域の変異（H161R）は喘息とは逆の関係が見られ、野生型IL-17Fのアンタゴニストをコードしている。IL-17Fは気管支上皮細胞、静脈内皮細胞、線維芽細胞、好酸球において、いくつかのサイトカイン、ケモカイン、接着分子を誘導することができる。IL-17FはIL-17RAとIL-17RCを受容体として利用し、MAPK関連経路を活性化する。IL-17Fは、Th17細胞、マスト細胞、好塩基球などいくつかの細胞種に由来し、肺などで幅広い組織発現パターンを示す。マウスの気道でのIl17f遺伝子の過剰発現は、気道の好中球増加、多くのサイトカインの誘導、気道過敏性の増大、粘液の過剰分泌と関係している。したがって、IL-17Fはアレルギー性気管支炎に重要な役割を果たしている可能性があり、喘息の治療に重要であると考えられる。

## 治療標的
IL-17は免疫調節機能に関与しているため、IL-17阻害剤による関節リウマチ、乾癬、炎症性腸疾患などの自己免疫疾患の治療の可能性が研究されている。2015年1月FDAは、IL-17を阻害するモノクローナル抗体であるセクキヌマブ（商標名: コセンティクス）を、中等症から重症の尋常性乾癬（局面型乾癬）の治療に対して承認した。さらに、セクキヌマブは日本では乾癬性関節炎に対する使用が承認されている。抗IL-23抗体であるウステキヌマブも、間接的にIL-17を低下させることで乾癬の治療に効果的に利用することができる。
動物モデルから得られた証拠からは、IL-17は脳卒中後の回復を改善したり、皮膚がんの形成を低下させたりするための抗炎症療法の標的として示唆されている。IL-17は多発性硬化症への関与も示唆されている。
活性型ビタミンDはTh17細胞によるIL-17の産生を大きく低下させることが判明している。

## 受容体
IL-17受容体ファミリーは、広く分布する5種類の受容体（IL-17RA、IL-17RB、IL-17RC、IL-17RD、IL-17RE）から構成され、個々にリガンド特異性が存在する。最もよく記載されているIL-17RAはIL-17AとIL-17Fの双方に結合し、血管内皮細胞、末梢のT細胞、B細胞系統、線維芽細胞、骨髄単球、骨髄間質細胞など複数の組織で発現している。IL-17AやIL-17Fによるシグナル伝達はどちらもIL-17RAとIL-17RCからなるヘテロ二量体複合体の存在が必要であり、いずれかの受容体の欠損によってシグナル伝達は無効化される。IL17Eの場合は、効果的に機能するためにはIL17RA-IL17RB複合体（IL-17Rh1、IL-17BR、IL-25Rとも呼ばれる）が必要である。
IL-17RBはIL-17BとIL-17Eの双方を結合し、腎臓、膵臓、肝臓、脳、腸で発現している。IL-17RCは前立腺、軟骨、腎臓、肝臓、心臓、筋肉で発現しており、選択的スプライシングによって膜結合型に加えて可溶型の受容体が産生される。同様に、IL-17RDも選択的スプライシングによって可溶型受容体が生じる可能性がある。これらの受容体は、こうした特徴によって未同定のリガンドの刺激作用を阻害している可能性がある。IL-17受容体の中で最も詳細が解明されていないIL-17REは、膵臓、脳、前立腺で発現していることが知られている。
これらの受容体によるシグナル伝達は、これらの分布と同様に多様である。他のサイトカイン受容体と比較して、これらの受容体には細胞外や細胞内のアミノ酸配列に高い類似性がみられない。TRAF6、JNK、ERK1/2、p38、AP-1、NF-κBなどが、IL-17を介した刺激依存的、組織特異的なシグナル伝達へ関与していることが示唆されている。他のシグナル伝達機構も提唱されているが、これらの多様な受容体が利用する真のシグナル伝達経路を十分に解明するにはさらなる研究が必要である。